# تولید روغن پالم در اندونزی

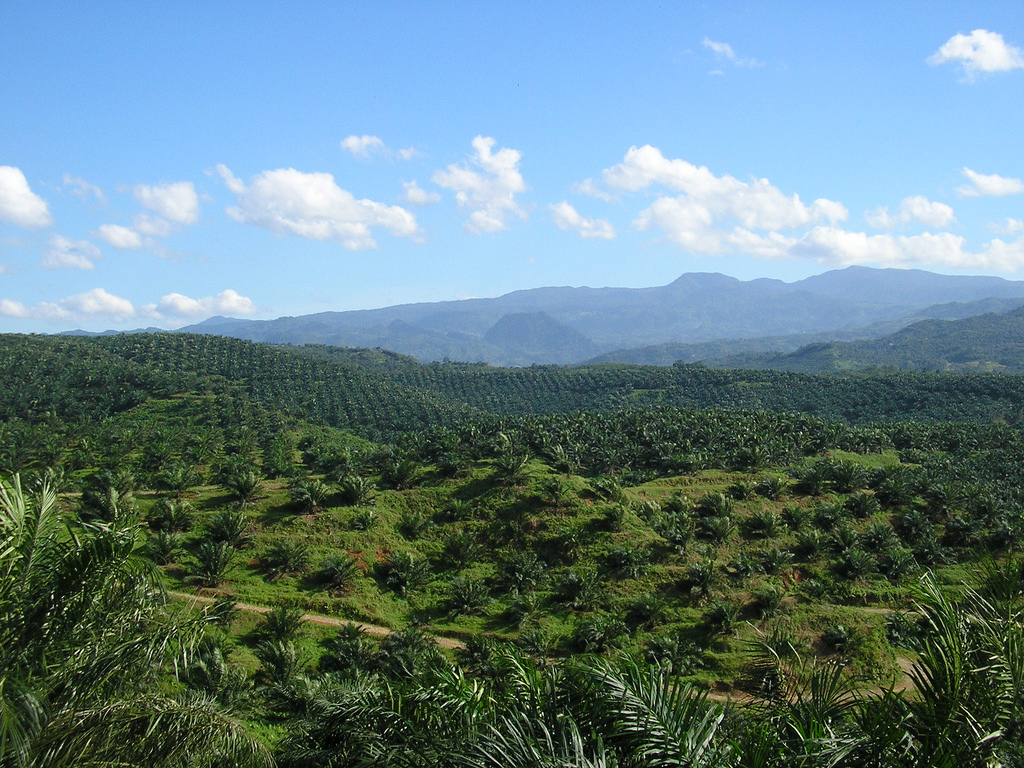
یک مزرعه روغن پالم در بوگور

تولید روغن پالم در اندونزی (انگلیسی: Palm oil production in Indonesia) به عنوان بزرگ‌ترین تولید کننده و مصرف‌کننده این روغن در دنیا، اهمیت زیادی برای اقتصاد اندونزی دارد که نیمی از عرضه این کالا در دنیا را تأمین می‌کند. در سال ۲۰۱۶، اندونزی بیش از ۳۴٫۶ میلیون تن (۳۴٬۱۰۰٬۰۰۰ تن بزرگ؛ ۳۸٬۱۰۰٬۰۰۰ تن کوچک) روغن پالم تولید کرد که ۲۵٫۱ میلیون تن (۲۴٬۷۰۰٬۰۰۰ تن بزرگ؛ ۲۷٬۷۰۰٬۰۰۰ تن کوچک) از آن را صادر کرد. وسعت مزارع نخل روغنی بالغ بر ۱۲ میلیون هکتار (۳۰ میلیون جریب فرنگی) است و تخمین زده شده بود که تا سال ۲۰۲۰ به ۱۳ میلیون هکتار (۳۲ میلیون جریب فرنگی) برسد. چند نوع مختلف مزرعه، از جمله مزارع کوچک، مزارع خصوصی و مزارع بزرگتر، مزارع دولتی وجود دارد. تولید روغن پالم در اندونزی، اثرات گوناگونی بر سلامتی، زیست‌محیطی و اجتماعی می‌گذارد.